# Skärholmens fornborg
Skärholmens fornborg är en fornborg från folkvandringstiden respektive vikingatida belägen strax nordost om Skärholmens gård i Skärholmen, Söderort, Stockholms kommun. Fornborgen har den officiella beteckningen RAÄ-nummer Brännkyrka 38:1 och ingår i Sätraskogens naturreservat.
Skärholmens fornborg hade ett strategiskt läge på en 45 meter hög bergknalle nära den forntida farleden till Helgö och Birka. Mot nordväst och Mälaren stupar berget brant ner, här var det lätt att försvarar sig. Inåt landet är berget flackare och där anordnades en mur vars rester ännu finns kvar. Murverket är uppbyggt av stora stenblock som lades ovanpå varandra. I öster är en cirka 100 meter lång mursträcka bevarad, på mitten finns en tydlig ingång till borgens platå. På norra och västra sidan finns murrester om vardera cirka 15 meter längd. Borgen förstärktes sannolikt med en palissad av trä. Själva platån mäter cirka 200 meter i längd och 100 meter i bredd. 
Skärholmens fornborg kan ha ingått i en kedja av berg med vårdkasar som fanns från Mälarens inlopp vid Stockholm till Birka. De utgjorde ett dåtida varningssystem mot fientliga flottor. Andra närbelägna kända vårdkasar brann på Vikingaberget och Korpberget.

## Bilder

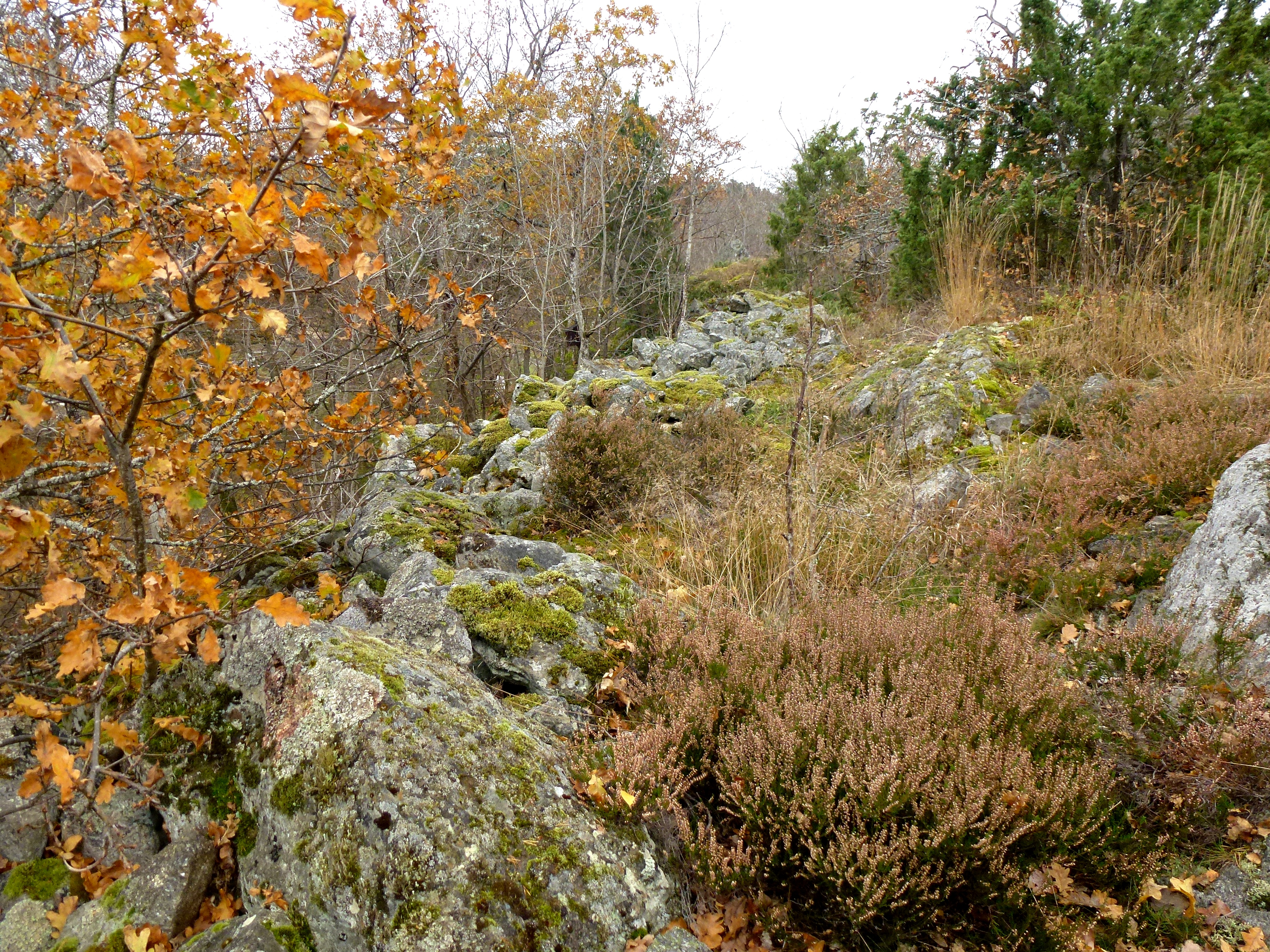
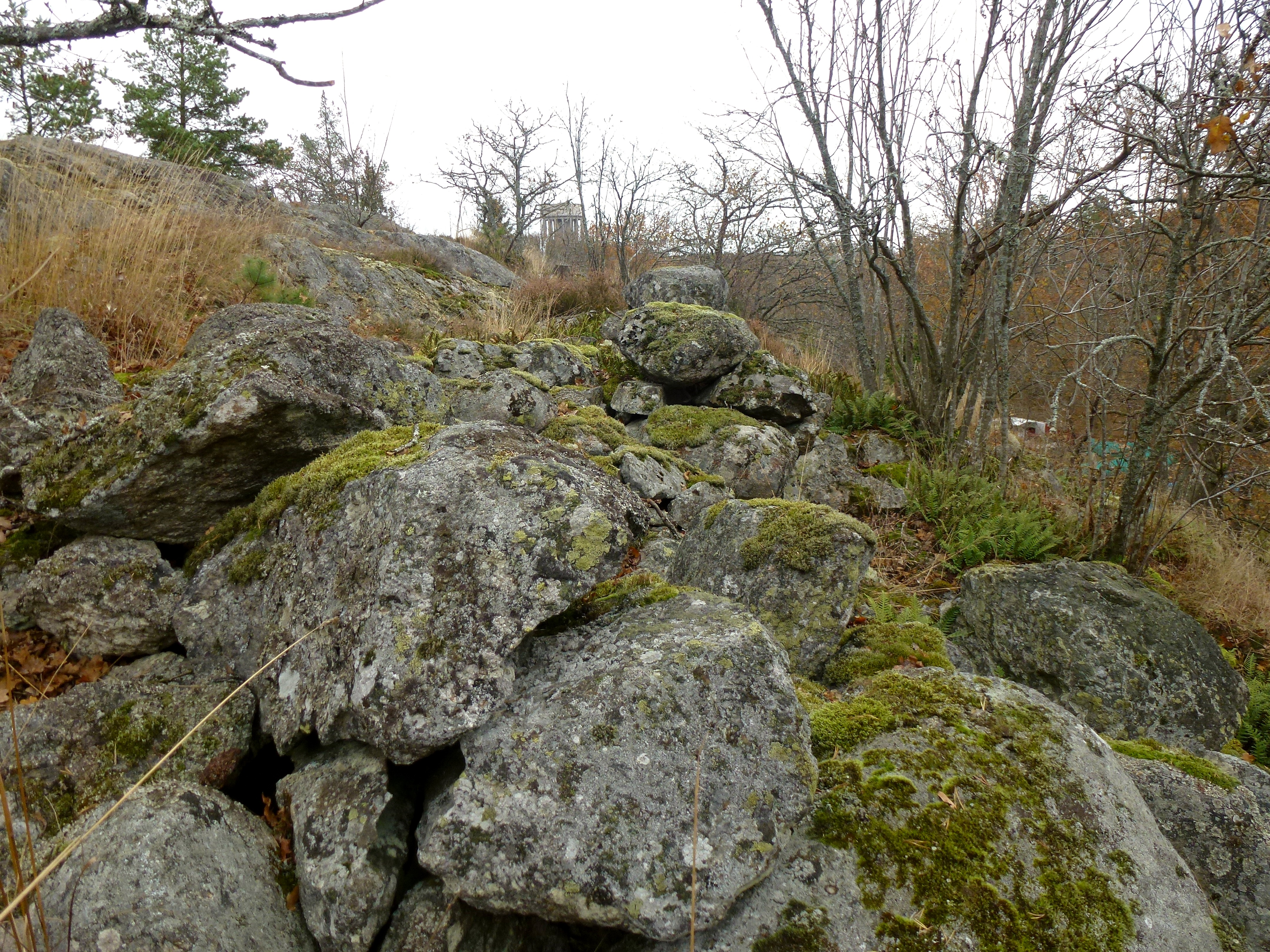
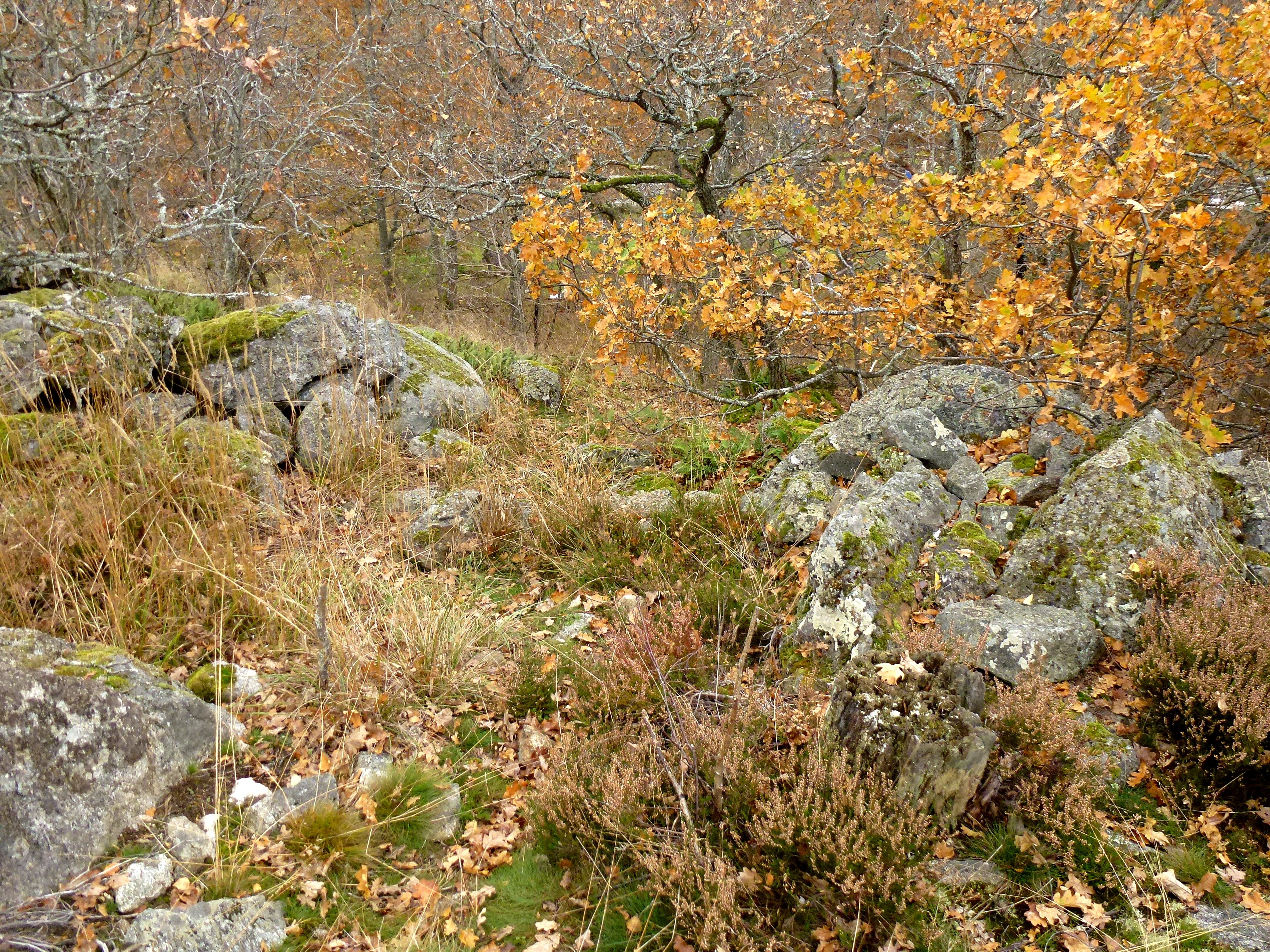
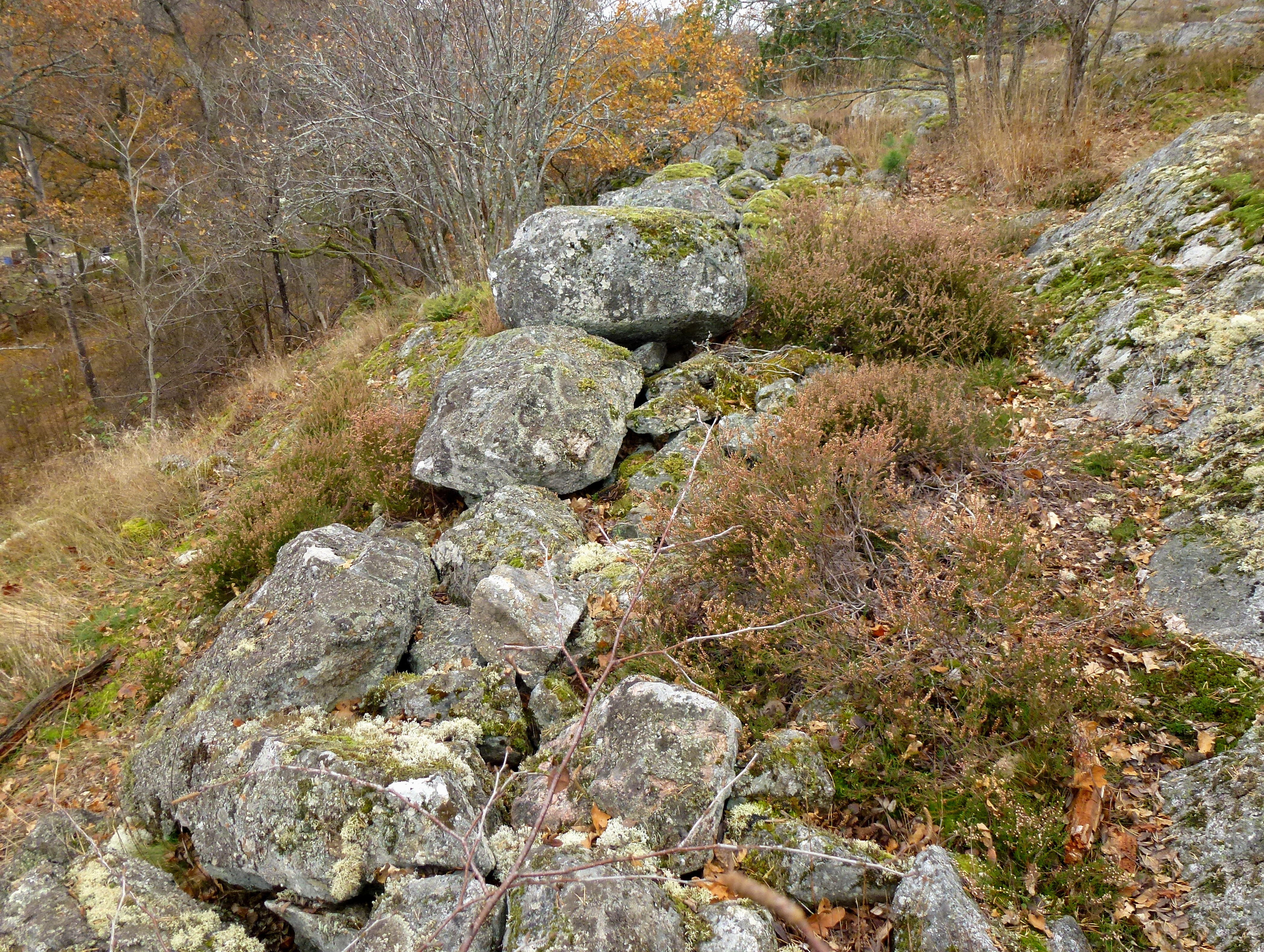